# فقاعة النسخ
فقاعة النسخ هي تركيب جزيئي يتكون أثناء نسخ الحمض النووي الريبوزي منقوص الأكسجين عندما يُفك جزء محدود من اللولب المزدوج للحمض النووي الريبوزي منقوص الأكسجين. يتراوح حجم فقاعة النسخ من 12 إلى 14 زوجاً من القواعد. تتكون فقاعة النسخ عندما يرتبط إنزيم بلمرة الحمض النووي الريبوزي بالمحفز، ويتسبب في انفصال شريطي الحمض النووي الريبوزي منقوص الأكسجين. يمثل منطقة من الحمض النووي الريبوزي منقوص الأكسجين غير الملتف، حيث يكشف عن امتداد قصير من النيوكليوتيدات على كل شريط من اللولب المزدوج.

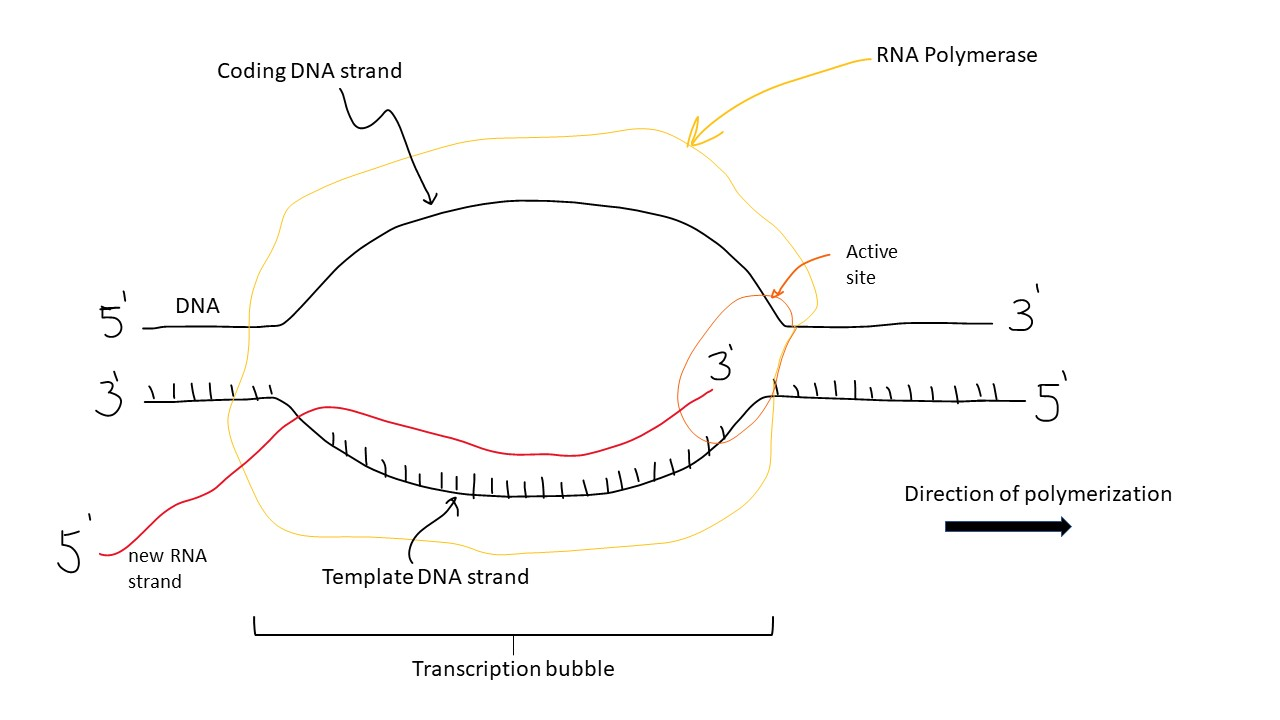
يتكون التركيب الجزيئي من الحمض النووي غير الملتوي وغير المزدوج، حيث يُكشف عن امتداد قصير من النيوكليوتيدات على كل شريط من اللولب المزدوج، مما يسمح بربط بوليميراز الحمض النووي الريبي، و توليف الحمض النووي الريبي الناشئ داخل هذه المنطقة.

## بوليميراز الحمض النووي الريبوزي
إنزيم بلمرة الحمض النووي الريبوزي البكتيري هو إنزيم رائد يشارك في تكوين فقاعة النسخ، يُستخدم قالب الحمض النووي الريبوزي منقوص الأكسجين لتوجيه تكوين الحمض النووي الريبوزي. وهو موجود في شكلين رئيسيين: كإنزيم أساسي، عندما يكون غير نشط، ومكمل الإنزيم (عامل مرافق)، عندما يُنشط. عامل سيغما (σ) هو وحدة فرعية تساعد في عملية النسخ وتثبت فقاعة النسخ عندما ترتبط بقواعد مفردة (غير مقترنة). هذان المكونان، بوليميراز الحمض النووي الريبوزي وعامل سيغما، عندما يرتبطان معاً، يبنيان مكمل إنزيم بوليميراز الحمض النووي الريبوزي الذي يكون بعد ذلك في شكله النشط وجاهزاً للارتباط بالمحفز وبدء نسخ الحمض النووي الريبوزي منقوص الأكسجين. بمجرد ارتباطه بالحمض النووي، يتحول بوليميراز الحمض النووي الريبوزي من مركب مغلق إلى مركب مفتوح، مكوناً فقاعة النسخ. يقوم بوليميراز الحمض النووي الريبوزي بتوليف الحمض النووي الريبوزي الجديد في الاتجاه '5 إلى '3 عن طريق إضافة قواعد تكميلية إلى نهاية '3 من شريط جديد. ينفصل تكوين مكمل الإنزيم بعد بدء النسخ، حيث يقوم العامل σ بفك ارتباط التركيب وينزلق بوليميراز الحمض النووي الريبوزي، في شكله الأساسي، على طول جزيء الحمض النووي الريبوزي منقوص الأكسجين.

## دورة النسخ من بوليميراز الحمض النووي الريبوزي البكتيري
يرتبط إنزيم بوليميراز الحمض النووي الريبوي بالمحفز على شريط الحمض النووي الريبوزي منقوص الأكسجين المكشوف ويبدأ في تصنيع الشريط الجديد من الحمض النووي الريبوزي. يُفك الحمض النووي اللولبي المزدوج ويمكن الوصول إلى تسلسل نيوكليوتيد قصير على كل شريط. فقاعة النسخ هي منطقة من القواعد غير المتزاوجة على أحد خيوط الحمض النووي الريبوزي منقوص الأكسجين المكشوفة. تُحدد نقطة النسخ الأولية من خلال المكان الذي يرتبط فيه مكمل الإنزيم بالمحفز. يُفك الحمض النووي الريبوزي منقوص الأكسجين ليصبح مفرد الخيط في موقع البداية. ينقطع تفاعل محفز الحمض النووي الريبوزي منقوص الأكسجين مع تحرك بوليميراز الحمض النووي الريبوزي باتجاه شريط الحمض النووي القالب ويُطلق عامل سيغما. العامل σ مطلوب للبدء ولكن ليس للخطوات المتبقية من نسخ الحمض النووي. بمجرد انفصال العامل σ عن بوليميراز الحمض النووي الريبوزي، يستمر النسخ. يلزم حوالي 10 نيوكليوتيدات مركبة من شريط الجديد للانتقال إلى خطوة الاستطالة. عملية النسخ أثناء الاستطالة سريعة جداً. تستمر الاستطالة حتى يصادف بوليميراز الحمض النووي الريبوزي إشارة إنهاء (المتوالية الانتهائية) تتوقف العملية وتتسبب في إطلاق كل من قالب الحمض النووي الريبوزي منقوص الأكسجين وجزيء الحمض النووي الريبوزي الجديد. عادةً ما يشفر الحمض النووي الريبوزي منقوص الأكسجين إشارة الإنهاء.

## النسخ في الخلايا حقيقية النواة
تُنسخ غالبية الجينات حقيقية النواة بواسطة بوليميراز الرنا II، وتسير في الاتجاه '5 إلى '3. في حقيقيات النوى، تسمح وحدات فرعية محددة داخل تركيب بوليميراز الرنا II بالقيام بوظائف متعددة. تساعد عوامل النسخ العامة في ربط إنزيم بلمرة الحمض النووي الريبوزي II بالحمض النووي الريبوزي منقوص الأكسجين. تقع المحفزات حيث يرتبط بوليميراز الحمض النووي الريبوزي II لبدء النسخ، توضع نقطة بداية النسخ عند  نيوكليوتيد+1 في حقيقيات النوى. مثل جميع بوليميراز الحمض النووي الريبوزي، فإنه ينتقل على طول قالب الحمض النووي الريبوزي منقوص الأكسجين، في الاتجاه 3 إلى 5 'وتصنيع شريط جديد في الاتجاه 5 'إلى 3'، بإضافة قواعد جديدة إلى نهاية 3' من الحمض النووي الريبوزي الجديد. تحدث فقاعة النسخ نتيجة فك الحمض النووي الريبوزي منقوص الأكسجين مزدوج الشريط. بعد فك حوالي 25 زوجا من القواعد من الشريط المزدوج للحمض النووي الريبوزي منقوص الأكسجين، يحدث تخليق الحمض النووي الريبوزي داخل منطقة فقاعة النسخ.
يُعد الالتفاف الفائق أيضاً جزءاً من هذه العملية لأن مناطق الحمض النووي الريبوزي منقوص الأكسجين أمام إنزيم بلمرة الحمض النووي الريبوزي II تتفكك، بينما تُعاد لف مناطق الحمض النووي الريبوزي منقوص الأكسجين خلفه، وتشكل حلزوناً مزدوجاً مرة أخرى.
ينفذ إنزيم بلمرة الحمض النووي الريبوزي معظم الخطوات خلال دورة النسخ، خاصة في الحفاظ على فقاعة النسخ مفتوحة لإقران القاعدة التكميلية. هناك بعض خطوات دورة النسخ التي تتطلب المزيد من البروتينات، مثل مركب Rpb4/7 وبوليميراز الحمض النووي الريبوزي المرتبط بعامل نسخ عامل الاستطالة IIS (TFIIS).